# Valentin Erb
Valentin Erb (* 1989 in Mimmenhausen) ist ein deutscher Schauspieler.

## Leben
Valentin Erb absolvierte sein Schauspielstudium von 2013 bis 2017 an der Universität der Künste Berlin. Ab 2014 war er bis 2017 Stipendiat der Studienstiftung des Deutschen Volkes. Während seiner Ausbildung spielte er in mehreren Hochschulproduktionen am bat-Theater in Berlin. 2016 spielte er als Gast am Hans-Otto-Theater in Potsdam. Gemeinsam mit seinen Schauspielerkollegen Luca Füchtenkordt, Thea Rasche und Adrienne von Mangoldt erarbeitete er eine Inszenierung von Jean-Paul Sartres Theaterstück Geschlossene Gesellschaft, die 2017 im „Theaterdiscounter Berlin“ zu sehen war.
Ab der Spielzeit 2017/18 war Valentin Erb bis 2019 für zwei Jahre festes Ensemblemitglied am Staatstheater Braunschweig. Dort spielte er u. a. Herzig Orsino in Was ihr wollt, „Mundharmonika“ in Spiel mir das Lied vom Tod und Kay in Die Schneekönigin. Mit der Inszenierung von Spiel mir das Lied vom Tod von Regisseur Klaus Gehre gastierte Erb im Rahmen des Heidelberger Stückemarkts in der Spielzeit 2017/18 am Theater Heidelberg. 2019 wirkte Erb am Staatstheater Braunschweig in der Uraufführung des Theaterstücks Autoland von Nina Gühlstorff und Thomas Rustemeyer mit.
Valentin Erb steht seit 2016 für Film- und TV-Produktionen, anfangs zunächst für Kurzspielfilme, vor der Kamera. In der ZDF-Kriminalfilmreihe Breisgau spielt er seit 2021 die Nebenrolle des Arztes und Rechtsmediziners Dr. Dominik Danzeisen, ein Mitglied aus dem Clan der Freiburger Polizistenfamilie Danzeisen. 2024 hatte er eine Rolle in der ersten Staffel von Tschappel, eine Comedy-Serie, die in seiner Heimatgegend, der Bodenseeregion, gedreht wurde.
Valentin Erb lebt mit seiner Familie in Ulm.

## Filmografie
- 2016: Die Spieler (Kurzfilm)
- 2017: Cross-Country Drive (Kurzfilm)
- 2021: Ein besonderer Tag (Kurzfilm)
- 2021: Breisgau – Bullenstall (Fernsehreihe)
- 2022: Breisgau – Nehmen und Geben (Fernsehreihe)
- 2023: Tatort: Die Nacht der Kommissare
- 2025: Tschappel (Fernsehserie)

## Hörspiele (Auswahl)
- 2017: Felicia Zeller: Einfach nur Erfolg – Regie: Oliver Sturm (Hörspielbearbeitung – Universität der Künste Berlin/RBB)
- 2021: Paul B. Preciado: Testo Junkie (Arzt 2 / Freund 1 / Chor) – Bearbeitung und Regie: Noam Brusilovsky (Hörspielbearbeitung – SWR)